# Tavistock Group
Die Tavistock Group ist ein Mitte der 1970er Jahre von dem britischen Milliardär Joseph „Joe“ Lewis gegründeter Private equity fund mit Hauptsitz in der Kleinstadt Windermere in der Nähe von Orlando (Florida). Niederlassungen bestehen in Argentinien, den Bahamas, China, Mexiko und in Europa. Joe Lewis’ Tochter Vivienne ist im Management des Unternehmens tätig.

## Investitionen
Zu den bekanntesten Investmentobjekten von Tavistock gehören:
- der englische Fußballklub Tottenham Hotspur
- der tschechische Fußballklub Slavia Prag
- der deutsche Sportartikelhersteller Puma
- der britische Kleinstserien-Sportwagenhersteller Bristol Cars (Einstieg 1997, Insolvenz 2011).

Diese Beteiligungen machen jedoch nur einen kleinen Anteil am gesamten Portfolio von Tavistock aus. Tavistock unterhielt in den ersten Jahren des 21. Jahrhunderts auch kurzfristig eine Investition beim schottischen Fußballklub Glasgow Rangers. Das Interesse am professionellen Fußball soll bei Joe Lewis durch den mit ihm befreundeten Schauspieler Sean Connery geweckt worden sein.
Weitere Investitionen bestehen unter anderem bei Urlaubs- und Golfresorts, Hotels, Finanzdienstleistungen, Restaurants und Mode. Der Interessenlage des Gründers entsprechend sind viele Investitionen mit dem Golfsport verbunden. Das Firmenhauptquartier ist in eine Golfanlage eingebettet.
Anfang 2008 verlor die Gruppe geschätzt ca. 1 Milliarde USD beim Kollaps der US-Investmentbank Bear Stearns.

## Tavistock Cup
Tavistock unterstützt auch Golfturniere und hält seit 2004 alljährlich das PGA-sanktionierte Einladungsturnier Tavistock Cup ab. Dabei spielen Mannschaften der im Eigentum von Tavistock stehenden Isleworth Golf & Country Club und Lake Nona Golf & Country Club gegeneinander. Teilnehmer beim Turnier im März 2009 waren dabei unter anderem Tiger Woods, Ernie Els, Mark O’Meara und Robert Allenby, die auch teilweise an der Vermarktung weiterer Projekte der Tavistock Group beteiligt sind.
Das Preisgeld für die gewinnende Mannschaft betrug bei der Veranstaltung von 2009 3,5 Millionen US-Dollar, wovon 1 Million an eine Wohltätigkeitsorganisation nach Wahl der Sieger gespendet wurde.

## Wohlfahrt
Die von Joe Lewis’ Tochter Vivienne Lewis Tavistock Foundation unterstützt Wohlfahrtseinrichtungen hauptsächlich an Orten, in denen die Gruppe größere Investitionen unterhält, wie beispielsweise ein Krebszentrum in Orlando nahe dem Firmenhauptsitz.